# Metamerie (Farblehre)
Mit Metamerie oder Metamerismus (griechisch meta für nach, mitten unter und griechisch meros für Teil, also „aus mehreren Teilen bestehend“) wird der Sachverhalt bezeichnet, dass verschieden zusammengesetzte Lichtspektren die gleiche Farbwirkung (Farbvalenz) besitzen, also den gleichen Farbeindruck hervorrufen. Umgekehrt kann eine Änderung der Beurteilungsbedingungen sowie ein Wechsel des „Normalbeobachters“ zu unterschiedlichen Farbwahrnehmungen führen. Zu den relevanten Beurteilungsbedingungen gehört die Lichtfarbe der Beleuchtung, die sich aus der gewählten Lichtart ergibt.
Paare von Farben, die dieses Verhalten zeigen, heißen metamer oder bedingt gleich.
Ursache der Metamerie ist, bei Körperfarben, dass deren Farbstoffe oder Pigmente nicht einfarbig (monochrom) sind und einen (relativ) breiten Spektralteil des Umgebungslichtes reflektieren.
Die unterschiedlichen Farbeindrücke solcher bedingt gleicher Körperfarben unter unterschiedlicher Beleuchtung werden mit Hilfe des Metamerie-Indexes quantitativ beschrieben, als Normal wird dabei Tageslicht genutzt oder eine künstliche Lichtquelle, deren Licht dem Tageslicht ähnlich ist.

## Definition

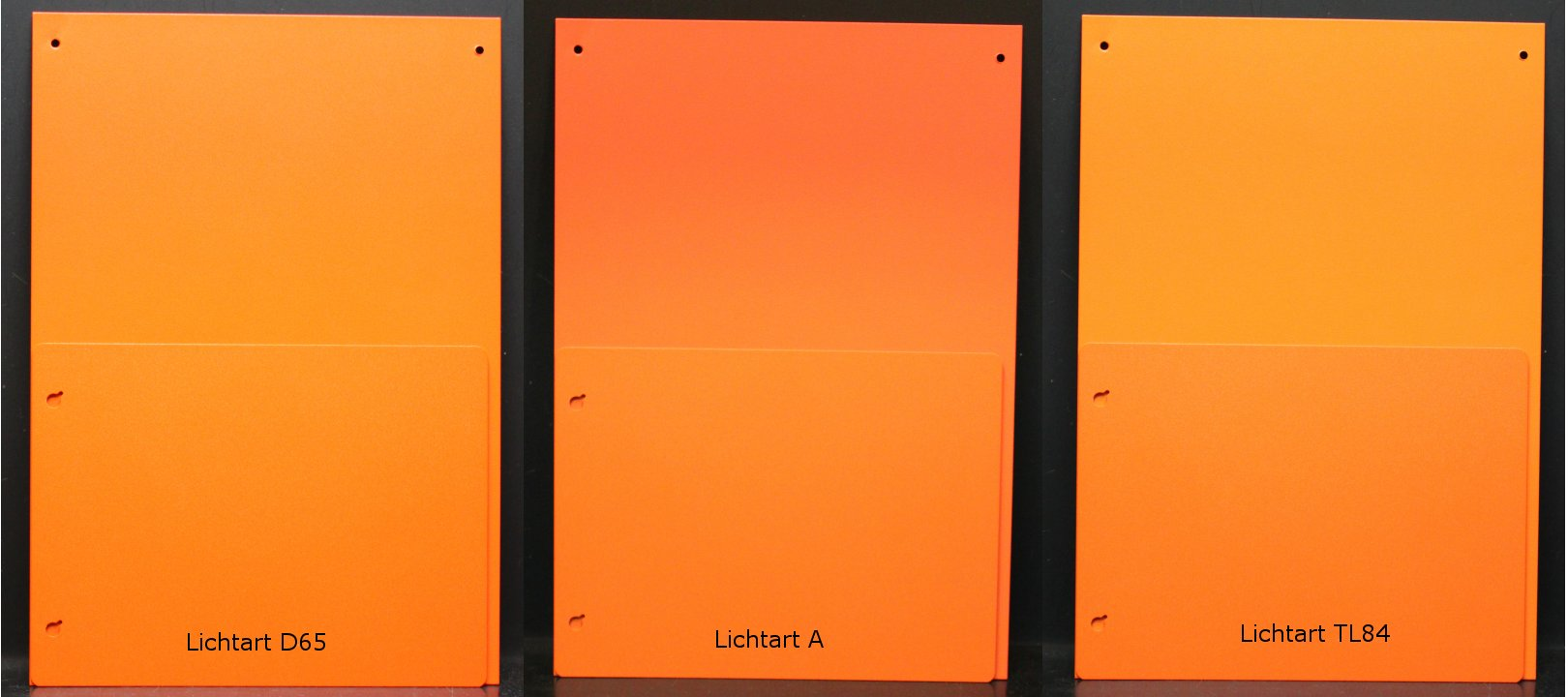
Mit zwei metameren (bedingt gleichen) Farben lackierte Blechhälften
gleicher Farbeindruck unter tageslichtähnlicher Lichtart D65 (links); unter Lichtart A (Mitte) erscheint die obere Blechhälfte röter, unter Lichtart TL84 (rechts) die untere Blechhälfte

Als metamer oder bedingt gleich werden zwei Proben bezeichnet, die unter bestimmten Bedingungen identische Farbvalenzen erzeugen, jedoch unterschiedliche spektrale Reflexions- oder Transmissionskurven haben. Proben mit gleicher spektraler Reflexions- oder Transmissionskurve sind nie metamer.
Korrekterweise ist der Begriff „Metamerie“ nur anwendbar, wenn die erzeugten Farbvalenzen beider Proben unter bestimmten Bedingungen exakt gleich sind. Ist dies nicht der Fall, sondern nur innerhalb der jeweiligen Toleranzgrenzen, so wird das Probenpaar als paramer bezeichnet. Letzteres ist häufiger der Fall, da zwei Proben nur selten die exakt gleiche Farbvalenz erzeugen, sondern sich leicht unterscheiden. Im deutschen Sprachraum wird jedoch nur selten zwischen Paramerie und Metamerie unterschieden, sondern beides unter dem Begriff Metamerie zusammengefasst.

### Arten der Metamerie
Nach der Ursache lassen sich fünf Arten der Metamerie unterscheiden:

#### Beleuchtungsmetamerie
Der praktisch am häufigsten anzutreffende Fall der Metamerie ist die Beleuchtungsmetamerie. Diese bezeichnet die Übereinstimmung zweier Farben unter einer Bezugslichtart aber Abweichung unter anderen Lichtarten. Die Ursache der Metamerie sind hier die unterschiedlichen Lichtspektren der jeweiligen Lichtarten.

#### Beobachtergeometriemetamerie
Diese Art der Metamerie beschreibt die Erscheinung, dass ein und dieselbe Farbe, abhängig vom Winkel zwischen der Farbe und der Blickrichtung des Auges (Beobachtergeometrie), als unterschiedlich wahrgenommen wird. Soll heißen, wenn sich die Farbe mehr am Rand des Blickfeldes befindet (dieser Winkel z. B. mehr als 30 bis 40 Grad beträgt), wird dieselbe Farbe als eine andere Farbe wahrgenommen/empfunden, als wenn sich diese Farbe genau in der Blickrichtung befindet. Der Grund dafür liegt in der ungleichmäßigen Verteilung von Stäbchen und Zapfen im Auge. Für solche Vergleiche wird z. B. der sogenannte 10°-Normalbeobachter verwendet.

#### Beobachtermetamerie
Diese Art der Metamerie tritt zwischen verschiedenen Beobachtern auf. Ursächlich ist, dass die Wahrnehmung unterschiedlicher Beobachter nie exakt gleich ist.

#### Geometriemetamerie
Bei dieser Metamerie ist der Winkel zwischen der Oberfläche der Farbe und dem Auge (Blickwinkel) entscheidend. Wird dieser Winkel verändert, wird der Stoff als andersfarbig wahrgenommen. Dies wird durch den Oberflächeneffekte verursacht. Diese Metamerieart wird als Silking-Effekt bezeichnet.

#### Gerätemetamerie
Diese Variante tritt zwischen unterschiedlichen Farbmessgeräten auf und wird durch Unterschiede in den verbauten Komponenten erzeugt.

### Beispiele der Auswirkung
Ein Kleiderstoff kann, wenn er unter einer anderen Lichtquelle betrachtet wird, einen anderen Farbeindruck geben. Ursache ist zumeist, dass die andere Beleuchtung bestimmte Wellenlängen nicht enthält, die von den textilen Farbmitteln reflektiert würden. Solche Unterschiede bestehen z. B. zwischen Beleuchtung mit Glühlampen und Beleuchtung mit Sonnenlicht. In der Summe der Wellenlängen entsteht ein Farbeindruck, der vom vorherigen abweicht (siehe Körperfarben); umgekehrt weicht er auch ab, wenn zusätzliche Wellenlängen vorhanden sind und reflektiert werden (z. B. im Tageslicht). Ein typischer Fall ist es, wenn der Verkäufer den Farbton zweier Stoffe statt unter Kaufhallenlicht mit dem Gang vor die Ladentür im Tageslicht vorführt. Im Modehandel heißt dieser Effekt: Abendfarbe.
Ein anderer Fall von Metamerie ist die Reparaturlackierung einer Auto-Karosserie. Die neu lackierten Blechteile sehen beim Ausfahren unter Tageslicht nicht mehr so aus wie die Originalteile, obwohl der ausgewählte Lack im Kunstlicht der Werkstatt zum gleichen Farbeindruck geführt hatte. Dass beide Blechteile außerhalb der Lackierhalle anders aussehen können, stört, wenn sie sich nebeneinander befinden. Die Ursache ist, dass der bei Werkstattlicht ausgewählte oder gemischte Lack nicht die gleiche Pigmentmischung wie der Originallack enthält, auch wenn er bei der dortigen Beleuchtung zum gleichen Farbeindruck führte. Von den im Tageslicht enthaltenen Wellenlängen werden Anteile vom Original- oder vom Reparaturlack reflektiert, die aber bei beiden Lacken nicht die gleiche Verteilung haben.

## Physiologische Grundlagen
Der Mensch nimmt Licht der Wellenlängen von etwa 380 nm bis etwa 780 nm als verschiedene „Farben“ wahr. Der Farbeindruck entspricht
- einerseits einer definierten Wellenlänge des Lichts, also einer Spektralfarbe (bzw. einem schmalen Bereich des Spektrums um eine Spektralfarbe herum);
- andererseits kann der gleiche Farbeindruck hervorgerufen werden durch ein Licht, das zusammengesetzt ist aus Anteilen, die kurzwelliger  sind als das Licht der Spektralfarbe, und anderen Anteilen, die langwelliger sind als das Licht der Spektralfarbe. Theoretisch ist dieser Farbeindruck möglich durch beliebig viele Kombinationen von Lichtquellen mit kleinerer und größerer Wellenlänge und damit durch eine große Zahl bedingt gleicher Farbreize.

Die Ursache liegt in der Netzhaut des Auges, auf der die Farbrezeptoren (Zapfen) nicht einzelne Wellenlängen identifizieren. Stattdessen sind die drei beim Menschen vorhandenen Zapfentypen jeweils in Licht-(also Wellenlängen-)Teilbereichen empfindlich, die einander überlappen; lediglich die maximale Empfindlichkeit eines Zapfentyps wird mit einer Wellenlänge charakterisiert. Die Verteilungsbreite der Wellenlängenintensitäten des sichtbaren Lichts wird aus der Summe von Signalen interpretiert, die von wenigstens zwei Zapfentypen empfangen werden.
Dieses Prinzip des Farbsehens lässt keine Unterscheidung zu zwischen Signalsummen mit gleichem Wert, aber verschiedener Zusammensetzung, bzw. zwischen zwei bedingt gleichen oder metamer genannten Farben. Andererseits ist die technisch bedeutende Additive Farbmischung gerade erst wegen dieses prinzipiellen „Mangels“ möglich: das Auge kann veranlasst werden, alle Farben des Spektrums zu sehen, obwohl ihm nur Kombinationen dreier farbiger Lichter (rot, grün und blau) zugeführt werden.
Bei Tierexperimenten konnte nachgewiesen werden, dass für Menschen metamere Farben für andere Lebewesen nicht gleichfalls metamer sein müssen und umgekehrt. Dies kann an einer anderen Zahl unterschiedlicher Farbrezeptoren liegen, beispielsweise bei Säugetieren meist zwei, bei Vögeln oft vier; oder die Ursache sind abweichende Empfindlichkeitskurven der Farbrezeptoren, wodurch sich die zur Farbempfindung notwendigen Gewichtungen der Zapfensignale unterscheiden.

## Verhalten metamerer Farben bei subtraktiver Farbmischung

(Mitte:) Die reine Farbe Cyan (ein türkis) passiert ein Gelb-Filter annähernd unbeschränkt.
(Unten:) Die metamere Farbe Cyan, gemischt aus Blau und Grün, wird nach dem Passieren desselben Filters zu Grün.

Die verschiedenen spektralen Anteile metamerer Farben werden bei subtraktiver Farbmischung nicht in gleichem Maße subtrahiert. So kann das reine Cyan (ein türkis) (der Cyan genannte Spektralbereich) einen Gelbfilter annähernd unbeschränkt passieren. Ein metameres Cyan, aus je einem Blau und Grün genannten schmalen Spektralbereich, wird beim Passieren eines Gelbfilters in Grün verwandelt, denn der blaue Anteil wird herausgefiltert (siehe nebenstehende Abbildung).

## Metamerie-Index
Als Metamerie-Index wird der Farbabstand Delta E verwendet. Das ist der Abstand zwischen den Farborten, die den beiden Farbeindrücken in einem dreidimensionalen Farbraum, üblicherweise einem Lab-Farbraum, zugeordnet sind. Der seit 1976 verwendete CIELab-Farbraum aus dem CIE-Normvalenzsystem ging 1999 als weiter entwickelter CIELab-Farbraum unter der Kurzbezeichnung DIN99-Farbraum in DIN 6176 ein.
Als metameriefrei gilt eine Farbe, deren Delta E bezüglich zweier vereinbarter Lichtquellen nicht größer als 0,5 ist, für ungeübte Beobachter nicht größer als 1,0.

## Praktischer Umgang mit metameren Farben

### Textilindustrie
Der Käufer soll die Kombinierbarkeit von Kleidungsstücken bei Tageslicht beurteilen, weil er sie meistens bei Tageslicht trägt.
Zur Herstellung werden Färbemittel gesucht, die ein möglichst schmales Band des Lichtspektrums reflektieren.
Metamerie wird ausgenutzt, sodass gewebte, gewirkte oder gestrickte Muster erst bei besonderer Beleuchtung zum Vorschein kommen. Als Farben für das Muster oder den Hintergrund oder für beides werden bewusst nur bedingt gleiche Farben gewählt.

### Lackindustrie
Die Farbe von Lacken wird von enthaltenen Pigmenten bestimmt. Davon gibt es sehr viele, die in noch mehr möglichen Kombinationen eine ausgedehnte Farbpalette ermöglichen. Weil diese Möglichkeit ausgenutzt wird, um ein neues Produkt zusätzlich noch mit einer möglichst neuen Farbe in den Handel zu bringen, werden mehr und mehr nur bedingt farbgleiche Lacke produziert. Teilweises Neulackieren eines solchen Produkts – häufig eine Autokarosserie – führt nur zu gleichem Farbeindruck, wenn der Reparaturlack die identische Pigmentkombination enthält. Der Lacklieferant des Autoherstellers hält diese aber geheim. Die farblichen „Nachstellungen“ eines Lackes durch andere Lackhersteller haben nur mehr oder weniger gleiche Pigmentkombinationen wie der originale Lack. Der reparierende Lackierer sollte davon ausgehen, dass der von einem anderen Hersteller stammende Lack problematisch sein kann und ihn erst verwenden, wenn die Nachlackierung bei Tageslicht nicht vom Originalblech abweicht (siehe nebenstehende Abbildung); ein möglicher unterschiedlicher Farbeindruck bei Kunstlicht ist das kleinere Übel.

### Druckindustrie
Spektralphotometer werden in der Druckindustrie zum Bestimmen des Farbabstands eingesetzt, der vorrangig durch Delta-E-Berechnungen bestimmt wird (vgl. oben Metamerie-Index). Häufig erfolgt dies als Euklidischer Abstand in der Formel von 1976 oder neuerdings mit der Delta-E-2000-Formel. Zulässige Abweichungen sind – abhängig vom Druckverfahren und vom Substrat – in ISO-Normen (wie ISO 12647) oder in Prozessstandards (wie IFRA-Norm) geregelt.
Da Druckerzeugnisse häufig unter Kunstlicht betrachtet werden, wird D50 als Beleuchtungsstandard eingesetzt.